# Groß Schwarzlosen
Groß Schwarzlosen gehört zur Ortschaft Lüderitz und ist ein Ortsteil der Stadt Tangerhütte im Landkreis Stendal in Sachsen-Anhalt.

## Geographie
Groß Schwarzlosen, ursprünglich ein Angerdorf mit östlicher Straßendorferweiterung und Kirche, bildet heute mit Lüderitz ein Doppeldorf. Es liegt neun Kilometer nordwestlich von Tangerhütte und wird im Westen vom Fluss Tanger begrenzt.
Nachbarorte sind Lüderitz im Nordwesten, Hüselitz im Osten, Klein Schwarzlosen im Südosten und Stegelitz im Süden.

## Geschichte

### Mittelalter bis Neuzeit
Ein Schwarzlosen wird urkundlich erstmals im Jahre 1121 als Svardelese oder Suardelese erwähnt, als der Bischof von Halberstadt Reinhard von Blankenburg den Ort an das Kloster Schöningen übereignet. Um das Jahr 1150 herum gehört der Ort dem St. Ludgerikloster Helmstedt und heißt Svartesele 1160 dann svartelese.
1238 werden Groß und Klein Schwarzlosen als duo Swartelose, unum majus, aliud minus erwähnt als Graf Siegfried von Osterburg Dörfer und Besitz in der Altmark, mit denen er vorher vom St. Ludgerikloster Helmstedt belehnt worden war, dem Abt Gerhard von Werden und Helmstedt überschrieb.
Im Landbuch der Mark Brandenburg von 1375 wird das Dorf als Magna Swartelose und Grotenswartlose aufgeführt, der Familie von Borstell gehörten ein Hof mit 4 Hufen und das Dorf mit 31 Hufen. Vor 1608 wurde der Besitz in der Familie in 3 Güter geteilt. Zwei Güter wurden vor 1801 wieder vereinigt. Dieses Gut mit der Wasserburg verblieb bis 1945 bei der Familie Borstell. Das andere Gut mit einem Rittersitz gehörte vor 1928 bis nach 1938 der Familie Kamieth.

### Frühere Erwähnungen
Die Überlieferung behauptet, die St. Stephanskirche in Groß Schwarzlosen sei von Mönchen gegründet worden und der Ort habe um das Jahr 1050 zum Kloster Corvey gehört. Das geht auf den Geschichtsschreiber Johann Friedrich Falcke zurück. Dieser hatte 1752 ein angebliches Register des Abtes Saracho über den Grundbesitz des Stiftes Corvey veröffentlicht, wobei im erfundenen Pagus Mosidi der Ort Suartelese genannt wurde. Im Jahre 1861 deckte Wilhelm Spancken dieses Register von Johann Friedrich Falcke als eine Fälschung auf. Der Historiker Peter P. Rohrlach weist darauf hin, dass die gleiche Erwähnung für 1053/1071 eine Fälschung ist. Er ergänzt, dass die von Hermes und Weigelt genannte urkundliche Erwähnung aus dem Jahre 1080 nicht zu ermitteln ist.

### Archäologie
Beim Bau der Kleinbahn Tangermünde–Lüderitz im Sommer 1903 wurde 1½ Kilometer östlich von Groß Schwarzlosen wenige Meter südlich des Weges nach Klein Schwarzlosen 0,40 Meter unter der Erde eine Urne in Steinsetzung gefunden. Die davon geborgenen Stücke werden im Altmärkischen Museum in Stendal aufbewahrt.

### Eingemeindungen
Ursprünglich gehörte die Rittergüter und das Dorf Groß Schwarzlosen zum Tangermündeschen Kreis der Mark Brandenburg in der Altmark. Zwischen 1807 und 1813 lagen sie im Kanton Lüderitz auf dem Territorium des napoleonischen Königreichs Westphalen. Nach weiteren Änderungen kamen Güter und Gemeinde 1816 zum Kreis Stendal, dem späteren Landkreis Stendal. Am 30. September 1928 wurde der aus den Rittergütern hervorgegangene Gutsbezirk Groß Schwarzlosen mit der Landgemeinde Groß Schwarzlosen vereinigt.
Am 25. Juli 1952 kam die Gemeinde Groß Schwarzlosen zum Kreis Tangerhütte. Am 1. April 1974 ist Groß Schwarzlosen in die Gemeinde Lüderitz eingemeindet worden.
Durch einen Gebietsänderungsvertrag zwischen der Gemeinde Lüderitz und den anderen Mitgliedsgemeinden der Verwaltungsgemeinschaft Tangerhütte-Land mit der Stadt Tangerhütte wurde deren Eingemeindung nach Tangerhütte geregelt. Die Eingemeindung trat am 31. Mai 2010 in Kraft. Damit kam Groß Schwarzlosen als Ortsteil zur Einheitsgemeinde Stadt Tangerhütte und zur neu entstandenen Ortschaft Lüderitz.

### Einwohnerentwicklung
| Jahr                   | 1734 | 1772 | 1790 | 1798      | 1801 | 1818 | 1840 | 1864 | 1871 | 1885 | 1892 | 1895 | 1900 | 1905 |
| Dorf Groß Schwarzlosen | 194  | 108  | 358  | 302       | 331  | 437  | 572  | 694  | 608  | 595  | 623  | 600  | 607  | 547  |
| Gut Groß Schwarzlosen  |      |      |      | 61 und 25 |      |      |      |      | 018  | 053  |      | 035  |      | 025  |

| Jahr | Einwohner |
| ---- | --------- |
| 1910 | [00]997   |
| 1925 | 540       |
| 1939 | 497       |
| 1946 | 766       |
| 1964 | 711       |
| 1971 | 718       |

| Jahr | Einwohner |
| ---- | --------- |
| 2013 | 551       |
| 2014 | 544       |
| 2018 | 511       |
| 2019 | 514       |
| 2020 | 518       |
| 2021 | 548       |

| Jahr | Einwohner |
| ---- | --------- |
| 2022 | [0]537    |
| 2023 | [0]530    |

Quelle, wenn nicht angegeben, bis 1971:

## Religion
- Die evangelische Kirchengemeinde Groß Schwarzlosen, die früher zur Pfarrei Groß Schwarzlosen bei Lüderitz gehörte,[28] wird heute betreut vom Pfarrbereich Lüderitz im Kirchenkreis Stendal im Bischofssprengel Magdeburg der Evangelischen Kirche in Mitteldeutschland.[29] Die ältesten überlieferten Kirchenbücher für Groß Schwarzlosen stammen aus dem Jahre 1681.[30]
- Die katholischen Christen gehören zur Pfarrei St. Anna in Stendal im Dekanat Stendal im Bistum Magdeburg.[31]

## Kultur und Sehenswürdigkeiten

### Kirche
Die evangelische Dorfkirche Groß Schwarzlosen, ein langgestreckter romanischer Feldsteinsaal aus dem 12. Jahrhundert, hat einen nachträglich angebauten Westquerturm aus dem 13. Jahrhundert mit Satteldach. Sie wurde 1706 erweitert. Die Orgel aus dem Jahre 1820 wurde 1929 bis 1931 wiederhergestellt. Die Erhaltung des Bauwerks wird unterstützt von der 2002 gegründeten „Stiftung Groß Schwarzlosen für die Dorfkirche in Lüderitz (Altmark)“. Die Kirche hat mehrere mittelalterliche Glocken. Die älteste ist zuckerhutförmig. Sie stammt aus der zweiten Hälfte des 12. Jahrhunderts und ist ähnlich der Glocke der Michaeliskirche zu Walbeck. Andere Autoren datieren sie die Zeit vor dem Kirchbau auf das Jahr 1011 oder auf die Zeit zwischen 1050 und 1100.

### Wasserburg und Herrenhaus
Am westlichen Ortsausgang kurz vor dem Ortseingang von Lüderitz stand früher eine Wasserburg, deren Reste heute als Bodendenkmal ausgewiesen sind.
Beckmann berichtete von einer adligen Burg in Groß Schwarzlosen, in der im Jahre 1713 die Familie von Borstell ihren Sitz hatte. 1744 wurde anstatt der Wasserburg ein Herrenhaus erbaut. Ein breiter Wassergraben umschloss das rechteckige, mit einer Findlingsmauer umwehrte Grundstück, auf dem die mittelalterliche Burg gestanden haben soll. Das jetzige Haus ist ein zweistöckiger Putzbau mit dreiachsigem Mittelrisalit und Mansardendach, das früher mit Ziegeln, seit 19. Jahrhundert mit Schiefer gedeckt ist. Am Anfang des 20. Jahrhunderts gab es innen eine dreiläufige Treppe mit Eichenbalustern und zwei Säle mit Stuckdecken und Kaminen.  1968 wurde der Wassergraben zugeschüttet. Das ehemalige Herrenhaus Groß Schwarzlosen, auch Gutshaus Borstel oder Schloss genannt, wurde 1970 als Kinderheim umgebaut und bis 2006 als solches genutzt und stand dann leer. Im Jahre 2013 hatte man gehofft, einen Investor für das Gelände gefunden zu haben. Im Sommer 2020 erfolgte eine öffentliche Ausschreibung des Verkaufs durch den Eigentümer, die Stadt Tangerhütte.

### Gutshaus Kamieth
Das ehemalige Gutshaus Kamieth, heute ein Wohnhaus, wurde im Jahre 1800 von den Erben des Amtmanns von Garn errichtet. Es ist ein zweistöckiger Putzbau mit ziegelgedecktem Mansardendach, auf der Parkseite mit Fachwerk und mit einem Verandaanbau versehen.

## Sage
Alfred Pohlmann überlieferte im Jahre 1901 diese Sage über ein spukendes Tier: In der Nähe des Dorfes Groß Schwarzlosen lässt sich in der Nacht ein Ziegenbock ohne Kopf sehen.